# سپیدرخ‌ها
سپیدرُخ‌ها (نام علمی: Leucorrhinia) نام یک سرده از خانواده آسیابک‌های آب‌نشین است.